# Rynek Główny
Rynek Główny (letteralmente "piazza del Mercato principale") è la piazza principale della città di Cracovia.
Sorge nel centro storico di Cracovia e vi si affacciano i maggiori monumenti della città. Di forma quadrangolare, misura circa 200 metri di lato, risultando così la più grande piazza medievale d'Europa.
Progettata nel 1257 per ospitare il mercato cittadino, è divisa a metà dal Palazzo del tessuto mentre su un angolo della piazza sorge la Basilica di Santa Maria.
Nel dicembre 2005 la piazza è stata votata dal Project for Public Spaces come la miglior piazza del mondo.